# Пермиц
Пермиц (њем. Pörmitz) општина је у њемачкој савезној држави Тирингија. Једно је од 76 општинских средишта округа Зале-Орла. Према процјени из 2010. у општини је живјело 204 становника. Посједује регионалну шифру (AGS) 16075084.

## Географски и демографски подаци
Пермиц се налази у савезној држави Тирингија у округу Зале-Орла. Општина се налази на надморској висини од 452 метра. Површина општине износи 6,4 km². У самом мјесту је, према процјени из 2010. године, живјело 204 становника. Просјечна густина становништва износи 32 становника/km².